# 薛福基
薛福基（1894年—1937年8月31日），字德安，江苏江阴人，中国橡胶工业企業家，大中华橡胶厂的创办者。
薛福基於1907年來到上海和昌盛商号当学徒，後來執掌櫃檯营销业务。之後經理尉迟松年将薛福基介绍给在日本的大阪鸿茂祥商号經理余芝卿。1910年，薛福基來到日本，在余芝卿的手下工作。1918年擔任大阪鸿茂祥商号经理和大阪中华总商会会长。後來薛福基发现胶鞋在中華民國南方各省暢銷，便勸說余芝卿转营橡胶工业並回到中華民国投资设厂。余芝卿決定撥給薛福基8.2万元在中華民國筹办胶鞋厂。1928年10月30日，大中华橡胶厂在上海徐家汇建成投产。1934年10月，在薛福基的支持下，大中华橡胶厂推出双钱牌轮胎。同年薛福基捐出10万银元在江陰青阳镇塘头桥创办尚仁初级商科职业学校，亲自担任校董会主席,。1936年，薛福基來到新加坡、马来西亚考察橡胶树的种植和橡胶的加工技术。1937年夏天又前往海南岛调查当地橡胶树的种植情况。1937年8月13日，淞滬會戰爆發。8月14日，薛福基乘车从公司总部去工厂，他在车中被炸彈彈片击伤后脑，8月31日逝世。